# 金子久美
金子久美（かねこ くみ、1981年12月1日 - ）は、東京都出身の日本の女優。身長157cm。趣味は読書、アクセサリー作り、編物、テトリス。元エーチーム所属、現ジェイ・クリップ所属。
1987年発売のOVA『学園特捜ヒカルオン』の主題歌などを担当していた歌手の金子久美とは、同姓同名の別人である。

## 出演作品

### テレビドラマ
- トップキャスター（2006年、フジテレビ）
- 救命病棟24時 第３シリーズ（2005年、フジテレビ）第6話、第10話 - 藤岡シホ（ボランティア） 役
- 新・夜逃げ屋本舗（2003年、日本テレビ）
- 天体観測（2002年、フジテレビ）
- 相棒（テレビ朝日 / 東映）
  - season9 第1話「顔のない男」（2010年10月20日） - 橋田朋美 役
  - season9 第2話「顔のない男〜贖罪」（2010年10月27日） - 橋田朋美 役

### 映画
- パッセンジャー
- so faraway

### 舞台
- 光の子（2006年）
- 曲がり角の悲劇（2003年）

### CM
- 三井住友銀行「Plus one」
- 佐川急便「病院編」
- NTTコミュニケーションズ「WIDE PLAN」
- 小学館「PS」
- NTTドコモ「夏のドコモフェア2002 251i花火編」
- ロッテ「アーモンドチョコレート」